# Olintla (kommun)
Olintla är en kommun i Mexiko.   Den ligger i delstaten Puebla, i den sydöstra delen av landet, 170 km öster om huvudstaden Mexico City.
Följande samhällen finns i Olintla:
- Olintla
- Vicente Guerrero
- Chipahuatlán
- Lacapan Camallagne
- Santa Catarina
- Pumacachocochuchut
- Bibiano Hernández
- Lkuyum Chuchut
- Ignacio Zaragoza
- La Libertad
- Scontamán
- Caztín
- Pasuanca
- Sujat
- Xpiyut
- Las Lajas
- Sutic
- Santa Bárbara